# トゥポウ・ヴァアイ
トゥポウ・ヴァアイ（Tupou Vaa'i、2000年1月27日 - ）は、スーパーラグビー・パシフィックチーフスに所属するラグビーユニオン選手。

## プロフィール
- ニュージーランド・オークランド出身[1]。
- ポジションはロック(LO)、フランカー(FL)。
- 身長 200cm、体重 118kg
- U20ニュージーランド代表に選ばれたことがある[2]。
- 北島代表に選ばれたことがある。
- ニュージーランド代表キャップは18（2024年2月現在）でラグビーワールドカップ2023のニュージーランド代表に選ばれた[3]。

## 略歴
タスマンを経て、2020年、チーフスに加入。